# Cathédrale Saint-Ninian d'Antigonish
Cette  cathédrale n’est pas la seule cathédrale Saint-Ninian.
La cathédrale Saint-Ninian d'Antigonish (en anglais : Saint Ninian’s Cahedral) est une cathédrale catholique située à Antigonish en Nouvelle-Écosse au Canada. Elle est le siège du diocèse d'Antigonish. Elle a été construite de 1867 à 1874. L'édifice de style romanesque est une œuvre architecturale importante de la région de l'Est de la Nouvelle-Écosse.

## Description
La cathédrale Saint-Ninian d'Antigonish est un édifice religieux en pierres de style romanesque situé à Antigonish en Nouvelle-Écosse près du campus de l'université Saint-Francis-Xavier.

## Histoire
La première chapelle catholique d'Antigonish a été construite en 1810. En 1824, une autre église en bois a été construite sur la rue Principale d'Antigonish. Celle-ci a été dédiée à saint Ninian.

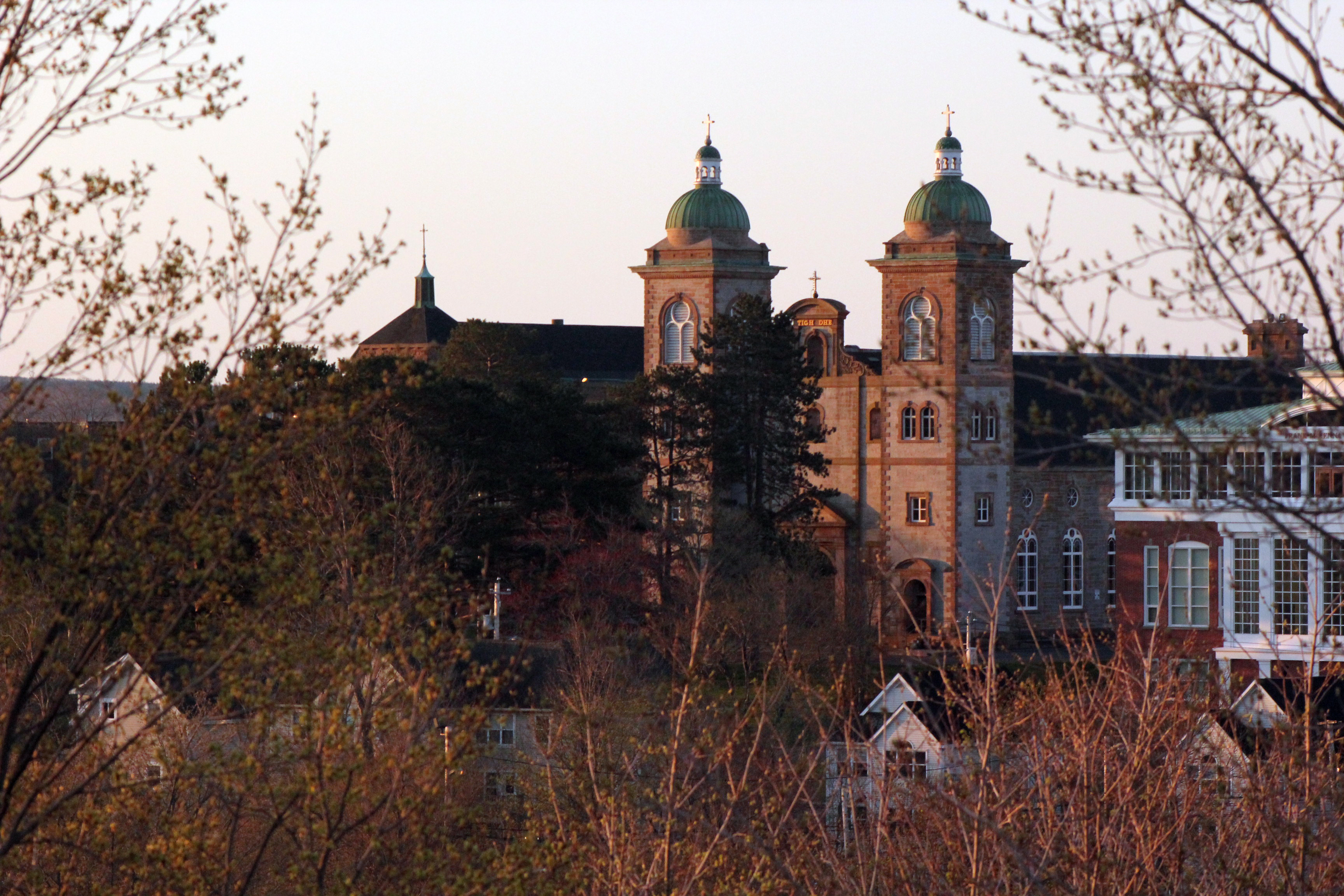
La cathédrale Saint-Ninian d'Antigonish.

La construction de la cathédrale Saint-Ninian d'Antigonish s'étira de 1867 à 1874. En fait, la pierre angulaire de la cathédrale a été posée deux jours après la création de la Confédération canadienne, c'est-à-dire le 29 juin 1867. La cathédrale a été consacréele 13 septembre 1874.
En 1886, l'évêque John Cameron a déplacé le siège du diocèse d'Arichat à Antigonish.

## Architecture
La cathédrale Saint-Ninian d'Antigonish est de style romanesque. Elle est composée d'une structure en pierres comprenant neuf baies et deux tours de 120 pieds de chaque côté de la façade. Les pierres et le calcaire utilisés pour la construction proviennent de carrières locales : la carrière McAdam pour les pierres et la carrière Arsenault pour le calcaire.

## Classement patrimonial
Le 24 juin 2002, la cathédrale Saint-Ninian d'Antigonish a été reconnue comme bien provincial répertorié selon la Loi sur les biens patrimoniaux (Heritage Property Act) de la province de la Nouvelle-Écosse. Le bâtiment ainsi que ses alentours sont incluent dans ce classement. Il s'agit d'une œuvre architecturale importante pour l'ensemble de l'Est de la Nouvelle-Écosse.